# Sisyra rufistigma
Sisyra rufistigma är en insektsart som beskrevs av Tillyard 1916. Sisyra rufistigma ingår i släktet Sisyra och familjen svampdjurssländor. Inga underarter finns listade i Catalogue of Life.